# Dmitri Andreikin
Dmitri Vladimirovitch Andreikine (en ruso: Дмитрий Владимирович Андрейкин) es un ajedrecista ruso, nacido el 5 de febrero de 1990 en Riazan, Rusia. Andreikine obtuvo el título de Gran Maestro Internacional de la FIDE a los diecisiete años, en 2007 y ha ganado el Campeonato Mundial Junior de Ajedrez en 2010 y el Campeonato de Ajedrez de Rusia en 2012.
En septiembre de 2013 se proclamó subcampeón de la Copa del Mundo de Ajedrez 2013, en cuya final fue derrotado por Vladímir Krámnik. Por llegar a esta final, se clasificó para el torneo de candidatos del Campeonato Mundial de Ajedrez 2014.